# Chardonnet-Tour
Il Gruppo Chardonnet-Tour è un gruppo di cime rocciose che si trovano nella parte settentrionale delle Alpi del Monte Bianco, nelle Alpi Graie.

## Cime principali
Dopo il Col du Chardonnet, la cresta si dirige verso l'Aiguille du Chardonnet 3.862 m, e poi verso Nord-Est dividendo il Ghiacciaio del Tour dal Ghiacciaio di Saleina, fino ad arrivare alle "Fourches":
- Grande Fourche - 3.611 m
- Petit Fourche - 3.512 m

Da questo punto la cresta si orienta verso la fine del massiccio del Monte Bianco.
A Nord si possono osservare altre cime:
- la Tête Blanche - 3.429 m,
- l'Aiguille du Col de Tour
- l'Aiguille Purtscheller
- l'Aiguille du Tour - 3.542 m
- l'Aiguille du Pissoir

Nella cresta Est si trovano alcune cime minori tra cui le Aiguilles Dorées; in questa sezione si possono osservare altre cime minori (les Ecandies), attorniate dal Ghiacciaio d'Orny, prima di arrivare alla fine della cresta.

## Rifugi
- Rifugio Albert I - 2706 m;
- Cabane de Saleina - 2693 m;
- Rifugio del Trient - 3150 m.